# Hoplia festiva
Hoplia festiva är en skalbaggsart som beskrevs av Hermann Burmeister 1844. Hoplia festiva ingår i släktet Hoplia och familjen Melolonthidae. Inga underarter finns listade i Catalogue of Life.